# Верхнеолёкминская впадина
Верхнеолёкминская впа́дина — впадина на территории Забайкальского края России.

## Расположение
Верхнеолёкминская впадина располагается между хребтами нагорья Олёкминский Становик (Тунгирский, Муройский и Олёкминский Становик). Имеет субширотное (в юго-западной части) и северо-восточное (в северо-восточной части) простирание. Впадина начинается на западе, вблизи устья реки Дялдукта (левый приток Олёкмы) и протягивается до устья реки Мажильту (правый приток Олёкмы). Протяжённость впадины достигает 100 км, максимальная ширина достигает 8 км.

## Геология
Верхнеолёкминская впадина сложена гранитоидными и базальтоидными формациями верхнеюрско-нижнемелового возраста, которые перекрыты сверху кайнозойскими континентальными отложениями небольшой мощности. Заложение впадины произошло в мезозое, основное формирование шло в неоген и антропоген.

## Гидрография и ландшафт
Пониженную часть впадины занимают река Олёкма и устьевые участки её притоков. Урезы воды этих рек в пределах впадины варьируются от 650 до 760 м. Преобладающие типы ландшафта — мари и ерники, которые по склонам переходят в горную тайгу.